# 李香蘭
李香蘭（1920年2月12日—2014年9月7日），出生名山口淑子（日语：／ Yamaguchi Yoshiko），第二次結婚後戶籍名大鷹淑子（日语：／ Ōtaka Yoshiko），日本人，祖籍日本佐贺县杵岛郡北方村（今佐贺县武雄市北方町），生于中國奉天省遼陽縣北煙台（今遼寧省燈塔市煙台街道）。李香蘭是其義父李际春為之取的漢名，沿用為藝名，也是華人熟知的名字，而她在北平市上學時所用的名字潘淑華则由她另一名義父潘毓桂所取。李香蘭能操一口流利北京话，又受過正式西洋聲樂教育，是抒情女高音，擅長美聲唱法，故是当时于中日两国皆極為知名的歌手、電影演員，戰後改往歐美發展，退隱后擔任日本參議院參議員。2014年9月7日，因心臟衰竭在家中去世，享耆壽94歲。
本条目为免赘余，介绍个人生活及战后于中国以外的演艺事业时，使用“山口淑子”；介绍从政经历时，使用“大鹰淑子”；介绍与中国有关的经历时，统一使用“李香兰”。

## 早年人生

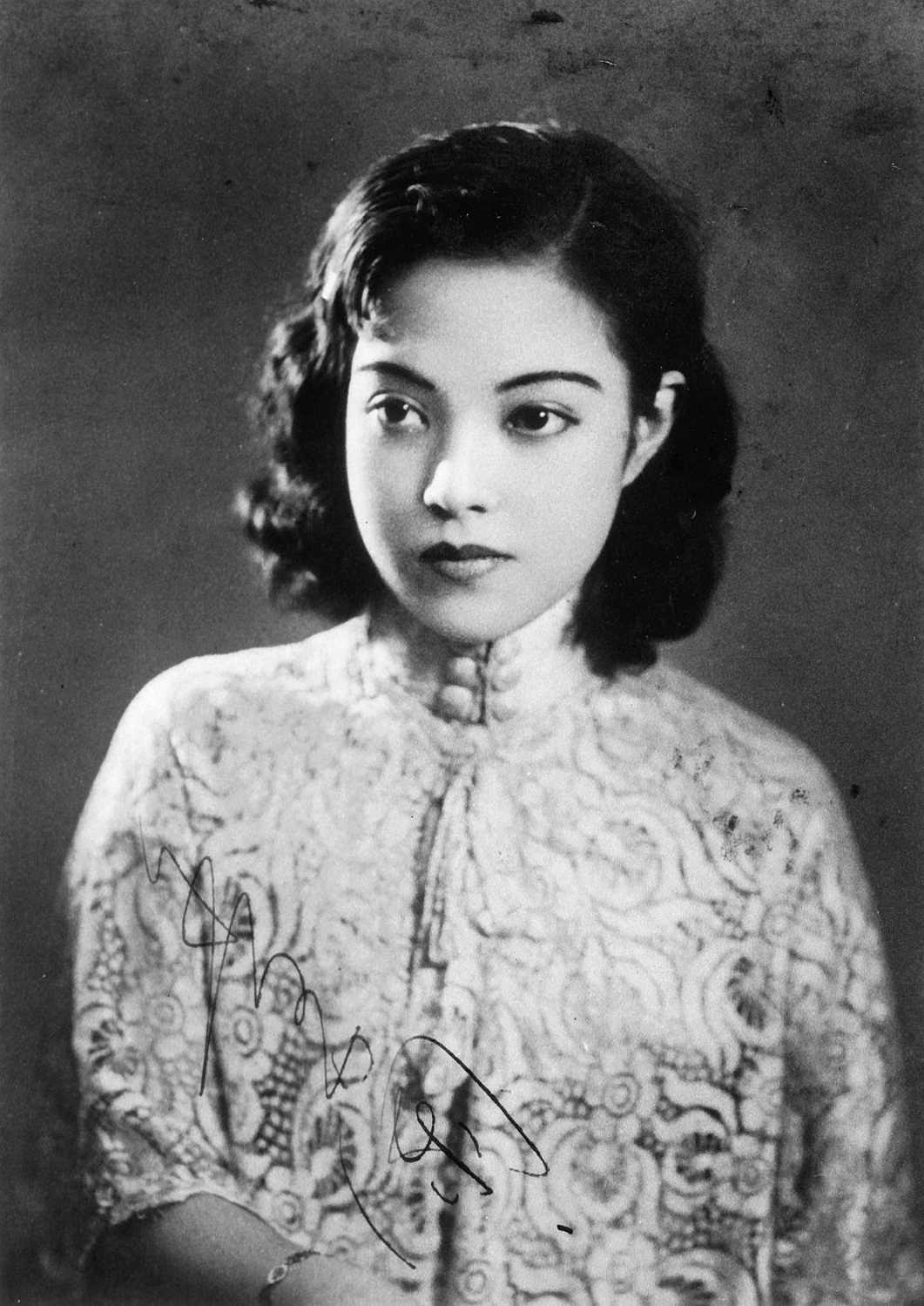
1933年的李香兰

山口淑子的祖父山口博酷爱汉学，仰慕中国文化，父亲山口文雄在满鐵會社所属的抚顺煤矿任职，举家移民迁往抚顺。
1920年2月12日，山口淑子出生于奉天省奉天市一個叫北煙台（今辽宁省灯塔市烟台街道）的村落。后来，她居住在抚顺县（今抚顺市），就读于永安台寻常高等小学校（现已拆除）。是平顶山惨案的亲历者。
1933年促讓父亲的義兄弟、沈陽銀行经理李际春将军收為義女，起漢名为李香蘭。亦認作天津市長潘毓桂的義女，又取名潘淑華，並以此名在北平翊教女子中学就學，1937年畢業。

## 中日演藝事業

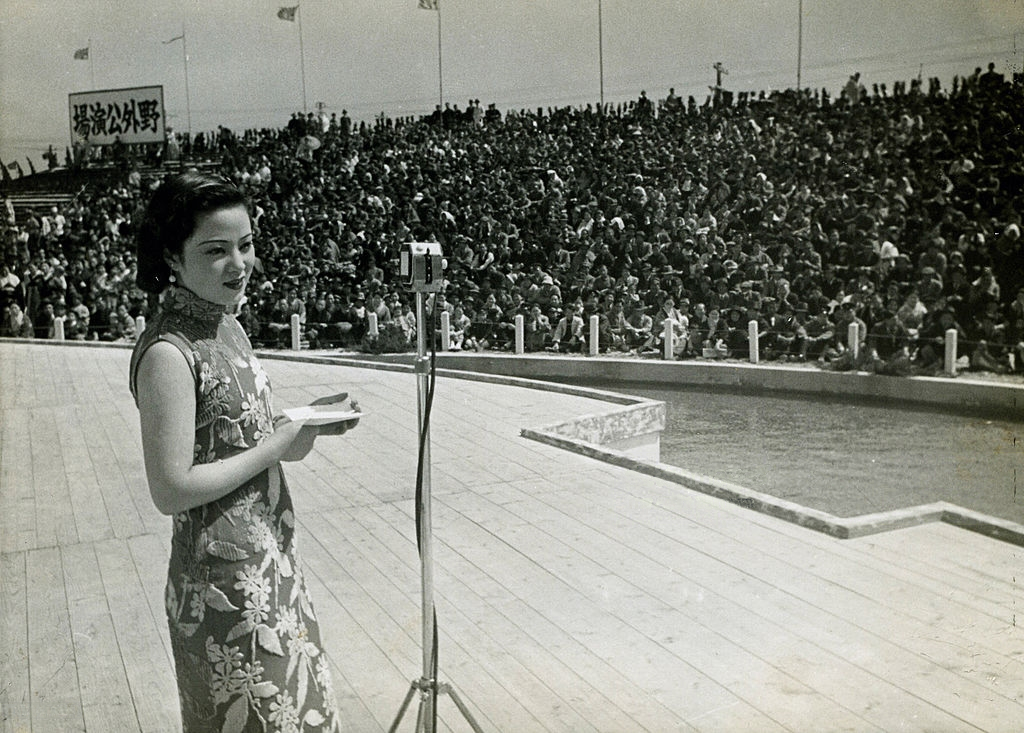
1939年，李香兰于兵库县西宫市开演唱会

李香蘭少時曾罹患肺病，後經白俄好友柳芭·莫洛佐娃-格里涅茨（俄语：Люба Морозова-Гринец）建议，她开始跟流亡奉天市（今瀋陽市）的義大利女士波德列索夫（義大利語：Podresov）夫人学习声乐。她曾在满洲国的流行歌曲大赏赛中获得头奖。她首次登台是13岁，在奉天的大和旅馆（今辽宁宾馆）的宴会厅里。
1937年，滿洲映畫協會（简称“满映”）成立。李香蘭由于漢語流利，进入滿洲國電影界，并成为滿洲國头号女星。拍攝了多部電影，其中多以負責中國人身份扮演崇尚日本皇軍的角色。
1941年1月，李香蘭至臺灣巡迴公演，當時臺北街頭處處掛起「世紀之寵兒李香蘭來臺」的廣告標語，掀起臺灣歷史上史無前例的追星浪潮。在臺北市西門町「大世界館」（今星聚點KTV西門店）公演5天，場場客滿。觀眾見戲館人員拉起鐵門，一擁而上發生推擠，一切的騷動，都是為了看李香蘭在電影中場的30分鐘演出。同年2月，李香蘭擔任「日滿親善歌唱大使」，前往日本東京參加2月11日紀元節的慶典大會，連續一周在東京有樂町「日本劇場」表演，節目名稱為「（歡唱的李香蘭）」，在日本造成大轟動。表演首日，大批歌迷湧向日本劇場，排隊購票的隊伍將日本劇場圍了整整七圈半，即所謂「日劇7圈半事件」（日劇7まわり半事件）。門票銷售一空但無法進場的大批歌迷仍包圍劇場不願離去，甚至需出動警察、消防車灑水來驅離群眾。
1942年李香兰到上海發展，為中華電影公司、中華聯合製片公司、滿映拍了經典電影《萬世流芳》並主唱電影主題曲《賣糖歌》及插曲《戒煙歌》使之紅遍全中國，跟著《夜來香》、《恨不相逢未嫁時》、《海燕》使之更上一層樓，與龔秋霞、周璇、姚莉、白光、白虹、吳鶯音等齊名。
1943年，李香蘭再度抵臺灣演出電影《沙韻之鐘》再度掀起熱潮。《沙韻之鐘》於當年在日本本土及屬地、滿洲國、上海等地上映。后李香蘭回歸日本後，凡是掛上其本名山口淑子的電影，仍屢屢在臺灣造成轟動。

## 辭職滿洲映畫與戰後遣返

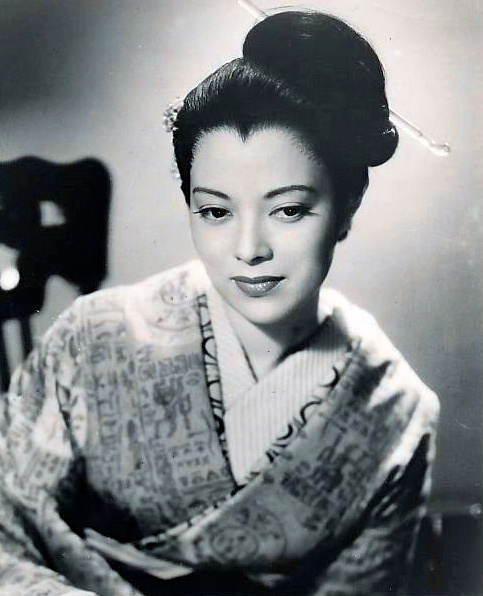
山口淑子在《風雲千両船》中的剧照（摄于1950年代初）

1944年，李香兰因為當時的情勢，越來越多作品充滿政治色彩，引發中國的觀眾不滿，在北京记者俱乐部的记者会上，为演出多部媚日影片而曾向中國人道歉，并宣布辞职离开满映。
1945年，李香兰在上海大光明大戲院举行个人演唱会“夜来香幻想曲”。不久第二次世界大戰中日本投降，满洲国解散，在中國公開演出也就結束，李香蘭被國民政府逮捕，因為她從小生長在中國，中文流利已經漢化，一度被控以汉奸罪名。但之後，經由柳芭的幫助，其戶籍謄本由北平其父母住處送到了上海，證明了她實為日本人而非中國人，所以得以被判無罪。不过审判李香兰的法官说：「这次审判的目的是惩罚背叛祖国的汉奸，现在通过戶籍謄本证明了你是日本人，虽然在法律上是无罪的，但是你使用中国人的艺名出演了像《支那之夜》等一系列侮辱中国人的电影，在伦理上，道义上来讲还是不对的，本庭认为这是件遗憾的事情，希望你认识到自己的错误。」李香兰低头谢罪道：「虽然我还年轻，但我承认自己的做法是错误的，对不起。」。1946年2月，李香兰被遣返日本。
1947年改以本名山口淑子於日本繼續其演藝事業，為東寶、松竹拍了一系列電影，並於20世纪50年代初到美國好莱坞以「Shirley Yamaguchi」（雪莉·山口）為藝名拍了三部电影，50年代尾又到英屬香港為邵氏兄弟有限公司拍攝電影。
1951年，山口淑子嫁給了美國籍的雕刻藝術家野口勇，1956年离婚。

## 告别螢幕后
1958年，山口淑子嫁給外交官大鷹弘（1928-2001）後告别舞台及电影螢幕，从夫姓成為大鷹淑子，并以此为名参与政治。大鷹弘當時為日本駐聯合國大使加瀨俊一的秘書官、三等秘書。但是，在1969年，她又以原名“山口淑子”名义，出演富士电视台15时的综合电视节目，甚至随行前往当时还在战争中的越南、柬埔寨和中东地区取材，还得到了采访日本赤军领导人重信房子的机会。
1974年，大鷹淑子獲時任首相田中角榮的邀請，接受自由民主黨提名，參加7月7日举行的第10屆日本參議院議員通常選舉，成功當選日本參議院（全國區）議員；並在1980年日本參議院選舉及1986年日本參議院選舉成功連任。另歷任環保政務次官、參議院沖繩及北方問題事務特別委員會委員長、參議院外務委員會委員長、自民黨婦人（女性）局長。
在当选参议员后，大鷹淑子积极地活跃于政坛，尤其是外交场合。她于1975年随自民党党团访问北朝鲜，与金日成会面；1979年又参与朝日电视台的特别节目制作，再次与金日成见面。
1993年（平成5年）11月3日，大鷹淑子獲頒授勳二等寶冠章。政界引退后，1995年6月9日，日本眾議院通過〈重申記取歷史教訓致力和平決議文〉，次月她順勢召集建立亚洲妇女基金会，致力於對二戰時期日本政府慰安婦提供慰撫金，担任该基金会的副理事长。同时，她担任天理大学的非常任讲师，直到1998年退休。

## 晚年生活
李香兰在阔别中国大陸近五十年后，得以再次回到她的出生地访问。1992年8月，为了寻访当年她的恩人柳芭，她带着当年的合照及柳芭家人的照片来到俄国驻上海总领事馆寻求帮助，期间还访问了曾是戏院、正在整修的大光明电影院，并在虹口与老一辈市民同唱《夜来香》。俄国总领事表示寻访难度很大，但会致电俄国外交部协助寻找。
六年后（1998年）其再次访问中国大陸，前往沈阳、抚顺、长春、上海等地追忆旧事。她不仅仍能记得当年在抚顺的居住地“东六条”，且汉语流利如初。她在参观平顶山惨案遗址纪念馆内的万人坑时，看到遗体白骨惨状，亦回想起当时她的亲身经历，不禁伤心落泪。她也参观了初次登台的地方——今辽宁宾馆。她还造访了长春电影制片厂（滿洲映畫協會为其前身）。当时的同事浦克、王启民透露，因为侍奉李香兰的人对李香兰说日本语，所以实际上所有人一开始就知道她是日本人，只是假装不知而已；但并不知她本名叫山口淑子。在上次她访问时还在整修的大光明电影院，如今也已修葺一新。此行她亦得以前往俄国，在叶卡捷琳堡与好友柳芭重逢。这段经历被日本放送協會拍成纪录片。
2004年，李香兰以山口淑子名义，与已经被逮捕的日本赤军前领导人重信房子再次见面。
2005年李香蘭发表长文，劝诫首相小泉純一郎不要参拜靖国神社，原因是“那会深深伤害中国人的心”。
2014年9月7日，因心臟衰竭在家中去世，享耆壽94歲。

## 演出電影
- 1938年：蜜月快車、富貴春夢、冤魂復仇
- 1939年：白蘭之歌、東遊記

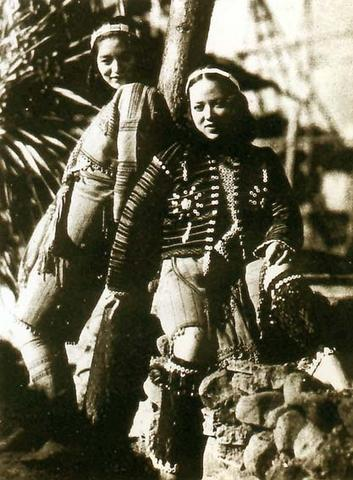
台灣日治时代的自製電影《莎韻之鐘》劇照，右為李香蘭，左為三村秀子

- 1940年：支那之夜、 熱砂的誓言、孫悟空
- 1941年：蘇州之夜
- 1942年：黃河、迎春花
- 1943年：萬世流芳、我的夜鶯、賽昂的鐘、戰鬥的大街、誓言的合唱、莎韻之鐘
- 1944年：野戰軍樂隊
- 1948年：我一生中光輝的日子、熱情的人魚
- 1949年：流星、種種人生、歸國、在拂曉裡逃出
- 1950年：初戀問答、女人的時代、醜聞（導演黑澤明）
- 1951年：東方就是東方（Japanese War Bride，美國電影）
- 1952年：霧笛、戰國無賴、上海的女人、風雲千兩船
- 1953年：擁抱
- 1954年：禮拜六的天使
- 1955年：金瓶梅（香港邵氏）、竹之家（House of Bamboo，美國電影）
- 1956年：白夫人的妖戀
- 1957年：神祕美人（香港邵氏）
- 1958年：一夜風流（香港邵氏）、東京的休息

## 歌曲代表作

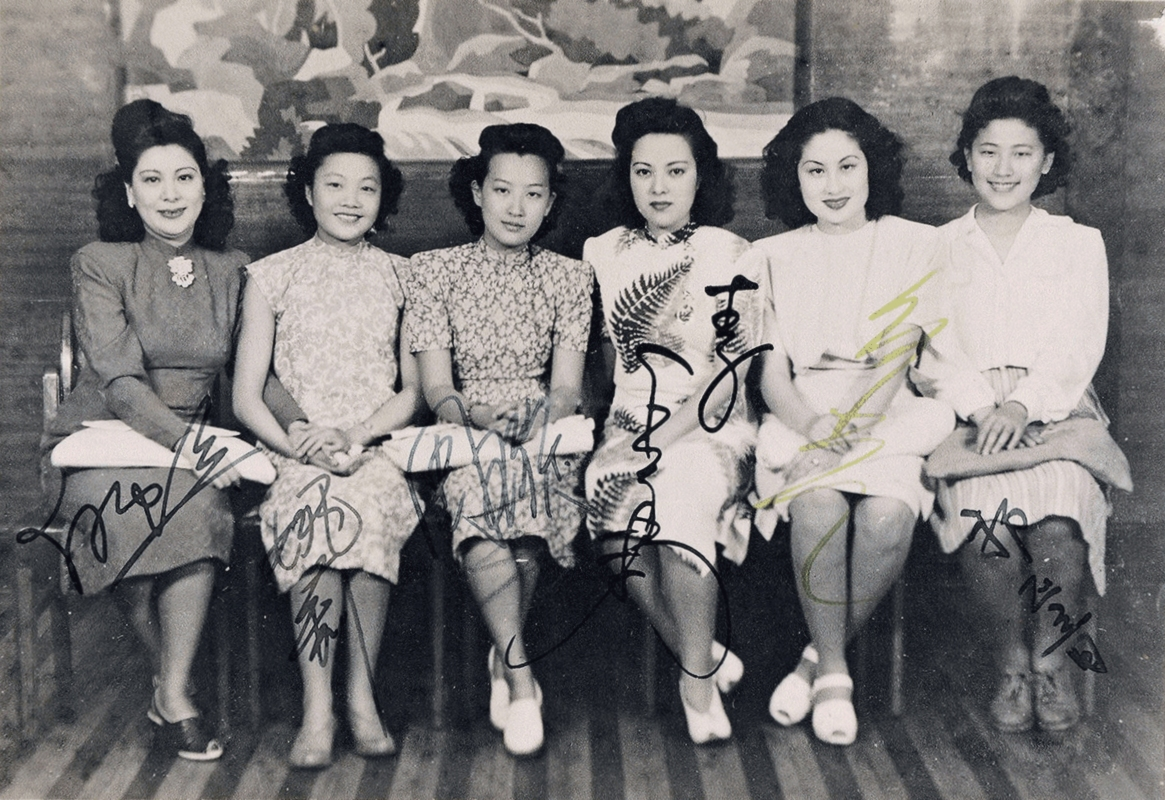
左起为：白虹、姚莉、周璇、李香蘭、白光、祁正音

李香蘭的歌曲代表作計有《夜來香》、《蘇州夜曲》、《賣糖歌》、《戒煙歌》、《防空歌》、《恨不相逢未嫁時》、《花香為情郎》、《第二夢》、《海燕》、《不要告訴我》、《進酒杯莫停》、《三年》、《蘭閨寂寂》、《梅花》、《小時候》、《十里洋場》、《分離》、《歌舞今宵》、《只有你》、《心曲》等，其中不乏有在中日两国传唱不衰之经典。
李香兰也曾唱过《何日君再来》，但她并非中文原唱，而是翻唱。原唱者是周璇。不过毫无疑问的是，她是让此歌走红的第一号功臣。

## 歌曲
| - 恨不相逢未嫁時（中） - 花香爲情郎（中） - 防空歌（中） - 夜來香（中、日） - 戒煙歌（中） - 賣糖歌（中） - 海燕（中） - 忘憂草（中） - 第二夢（中） - 不要告訴我（中） - 明月之夜（中） - 綠野嬉春（中） - 青春一去不復回（中） - 山谷中玫瑰（中） - 空閨殘夢（中） - 郊外情歌（中、日） - 春風春雨＝あたしを抱いて（中、日） - 心曲＝とこしへに（Eternally）（中、日） - 蘭閨寂寂（中） - 烏鴉配鳳凰（中） - 身世飄零（中） - 小時候（中） - 十里洋場（中） - 情枷愛鎖（中） - 分離（中） - 梅花（中） - 歌舞今宵（中） - 只有你（中） - 河上的月色（中） - 三年（中） | - 何日君再來（中、日） - 迎春花（中、日） - 愛の花びら（La vie en Rose）（日） - 蘇州夜曲（中、日） - 東京夜曲（日） - 我の鶯（日） - しらとり韶（日） - 夜霧の馬車（日） - さうだその意気（霧島昇・松原操}合唱、日） - 興亞三人娘（奥山彩子・白光合唱、日） - 樂しい滿洲（日） - 支那の夜（日） - 紅い睡蓮（日） - 夕月乙女（日） - 月下の胡弓（日） - 蘇州の夜（日） - 乙女の祈り（日） - 夢の太湖船（日） - 新しき夜（日） - 黑い百合（日） - 北京の子守唄（日） - 花占い（日） - 母は青空（日） - 旅人の歌（菲律賓民謠）（日） - 濱辺の歌（日） - 荒城の月（日） - ロンドンデリーの歌（倫敦德里小調）（日） - 珊瑚礁の彼方に（Beyond The Reef）（日、英） - 花はなんの花（五木の子守唄）（日） - 花のいのちをたれか知る（日） |

## 相關影視作品
- 電視剧李香蘭扮演者
  - 別了，李香蘭！（日语：さよなら李香蘭） （1989年／昭和64年／平成元年）澤口靖子飾。
  - 流转的王妃·最后的皇弟（2003年／平成15年） 天海祐希飾。
  - 李香蘭（2007年／平成19年） （年少）上戶彩飾、（晚年）野際陽子飾。
  - 男裝的麗人～川島芳子的生涯（日语：男装の麗人〜川島芳子の生涯〜）（2008年／平成20年） 堀北真希飾。

## 其他
- 1952年，山口淑子和三国连太郎主演的日本电影《上海の女》中，翻唱中文版《何日君再来》[15]。
- 1987年，山口淑子《李香蘭私の半生（英语：Fragrant Orchid: The Story of My Early Life）》在日本出版。
- 1988年，《李香蘭私の半生》翻譯成中文版《李香蘭之谜》。
- 1989年，中日合拍的電視連續劇《別了，李香蘭！》（又名《再見李香蘭》）正式播映，澤口靖子飾演李香蘭。主題曲為玉置浩二創作的《不要走 (1989年單曲)》（行かないで）。該片主題曲後來被改編，成為香港歌手張學友主唱的粵語流行曲《李香蘭》，收錄於《夢中的你》專輯當中。後又改編為國語版《秋意濃》，仍為張學友主唱，並且收錄於《吻別》專輯當中。
- 1993年，親手撰寫《李香蘭自傳-戰爭、和平與歌》一書。
- 由周星驰主演的香港喜剧电影《国产凌凌漆》（1994年上映）中，袁咏仪饰演的女主角名为“李香琴”，并自称为李香兰之女，片中李香兰被称「漢奸走狗賣國賊」，可能源于李香兰曾被国民政府控以汉奸罪名。片中还有周星驰以弹钢琴伴唱（原唱張學友）的《李香兰》场面。

## 榮譽

### 日本勋章奖章
- 勋二等宝冠章（1993年11月3日）

## 內部連結
- 李香兰自传-战争、和平与歌
- 七大歌星

## 外部連結
- 李香蘭在互联网电影资料库（IMDb）上的資料（英文）
- 日本電影數據庫（JMDb）上李香蘭的資料（日語）
- 李香蘭舞台劇（日语，含李香蘭簡介）

| 議會席位      | 議會席位                                     | 議會席位        |
| ------------- | -------------------------------------------- | --------------- |
| 前任： 岡野裕 | 參議院外務委員長 1991年—1992年               | 繼任： 野澤太三 |
| 前任： 上田稔 | 參議院沖繩及北方問題相關委員長 1981年—1982年 | 繼任： 佐佐木滿 |